# Chris Kempczinski

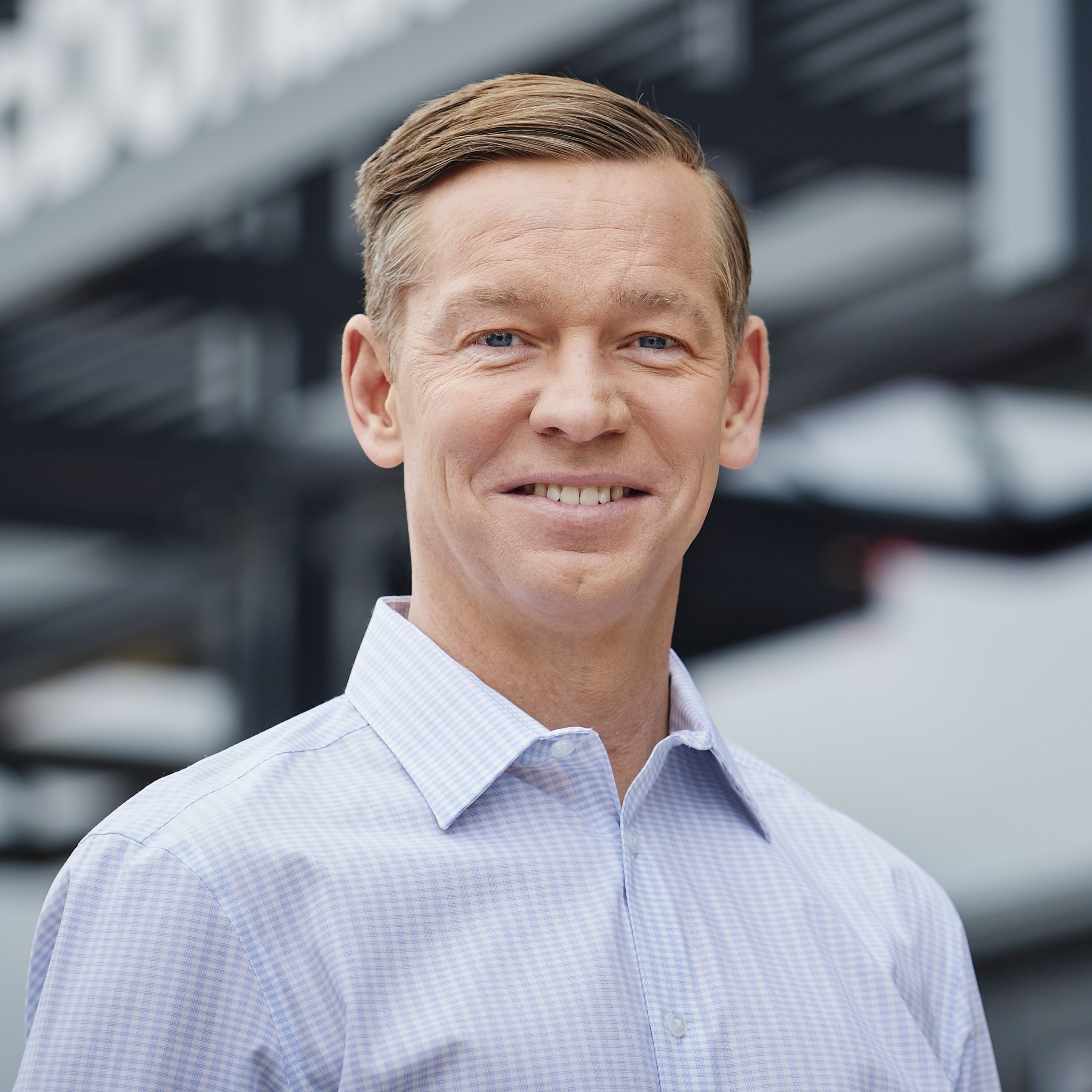
Chris Kempczinski

Christopher John Kempczinski (* 26. September 1968 in Cincinnati, Ohio) ist ein US-amerikanischer Manager. Er ist seit dem 3. November 2019 CEO und President von McDonald’s.

## Leben
Chris Kempczinski ist der Sohn des Gefäßchirurgen Richard Kempczinski und der Lehrerin Ann Marie Campbell. Er wuchs in seinem Geburtsort Cincinnati auf, wo sein Vater am Universitätsklinikum tätig war, und erwarb seinen Schulabschluss an der Indian Hill High School in Indian Hill, einem Vorort von Cincinnati. Seinen Bachelorabschluss absolvierte Kempczinski an der Duke University und im Jahr 1997 schloss er sein Studium an der Harvard Business School mit dem Abschluss Master of Business Administration ab.
Nach seinem Bachelorabschluss war Kempczinski zunächst für den Konsumgüterkonzern Procter & Gamble tätig, bevor er sein Masterstudium aufnahm. Nach dem Ende des Masterstudiengangs wurde Kempczinski Unternehmensberater bei der Boston Consulting Group. 2000 wechselte er zur PepsiCo, 2006 war er dort in der Marketingabteilung für Nordamerika beschäftigt. Nach einer kurzen Tätigkeit bei der Kraft Foods Group wechselte Kempczinski im September 2015 in die Unternehmensführung von McDonald’s. Er war dort zunächst Mitglied des globalen Strategieteams und wurde im Oktober 2016 zum President von McDonald’s USA befördert, wo er für das Geschäft der etwa 14.000 Filialen in den Vereinigten Staaten verantwortlich war. Im November 2019 wurde Steve Easterbrook, der bis dahin CEO und President von McDonald’s war, wegen einer betriebsinternen einvernehmlichen Liebesbeziehung aus seinem Amt enthoben und Kempczinski zu dessen Nachfolger berufen.
Chris Kempczinski ist verheiratet, hat zwei Kinder und lebt in der Nähe von Chicago.